# Wereldkampioenschap rugby 2007 (Europese kwalificatie)
De Wereldkampioenschap rugby 2007 - Europese kwalificatie was een European Nations Cup competitie om te bepalen welke Europese landen naar het Wereldkampioenschap rugby 2007 mochten in Frankrijk. De groep fases telde zowel mee voor de kwalificatie als voor de European Nations Cup. Gastheer Frankrijk en de andere Europese kwartfinalisten van het WK 2003 Engeland, Ierland, Schotland en Wales waren automatisch geplaatst.

## Promotie / degradatie ENC
De landen die in de eerste twee rondes afvallen handhaven of degraderen naar de Derde Divisie die in de tweede helft van het seizoen 2004/06 zal worden gespeeld. De landen die het eerst afvallen gaan naar Divisie 3C, de vijf daarna naar 3B en de vijf landen daarna komen in de hoogste groep van de Derde Divisie.
De landen die in de derde ronde afvallen promoveren of handhaven zich in de Tweede Divisie voor het volgende seizoen. De vijf slechts presenterende landen komen in Divisie 2B. De twee groepswinnaars strijden om, naast een plek naar de volgende ronde, ook wie er promoveert naar de Eerste Divisie en de plek inneemt van Oekraïne die degradeerde uit de Eerste Divisie dit seizoen.

## Kwalificatie proces
Er waren nog drie plaatsen vrij voor Europese landen, en één plaats in de herkansing play-offs. De teams worden gerangschikt volgens hun divisie in de European Nations Cup met de promotie en degradatie meegenomen na het vorige seizoen. De Eerste Divise werd wel normaal gespeeld en de eerste drie landen plaatsen zich voor de 5e ronde waar de laatste drie landen zich voor de 4e ronde plaatsen.
De landen die in de derde ronde afvallen promoveren of handhaven zich in de Tweede Divisie voor het volgende seizoen. De vijf slechts presenterende landen komen in Divisie 2B. De twee groepswinnaars strijden om, naast een plek naar de volgende ronde, ook wie er promoveert naar de Eerste Divisie en de plek inneemt van Oekraïne die degradeerde uit de Eerste Divisie dit seizoen.

### Eerste ronde
De teams van de derde divisie trappen de kwalificatie af. De teams uit de Divisie 3A beginnen in de tweede ronde.
Landen
| Divisie 3B | Divisie 3B                     |                       | Divisie 3C                   | Divisie 3C |
| Armenië    | Deed niet mee met kwalificatie | Andorra               | Deed vorige seizoen niet mee |            |
| Bulgarije  |                                | Bosnië en Herzegovina |                              |            |
| Hongarije  | bye                            | Finland               |                              |            |
| Litouwen   |                                | Israël                |                              |            |
| Oostenrijk |                                | Noorwegen             |                              |            |

Acht teams van de Divisie 3B en 3C (met uitzondering Armenië, die niet mee deed en Hongarije, die in de 2e ronde instroomt) spelen thuis en uit play-offs. De vier winnaars plaatsen zich voor de tweede ronde.

### Tweede ronde
De teams van de Tweede divisie en de Derde Divisie A stromen erin.
Landen
| Divisie 2A  |            | Divisie 2B           |            | Divisie 3A |  | Ronde 1 | Ronde 1 |
| Duitsland   | Denemarken | België               | Andorra    |            |  |         |         |
| Nederland   | Kroatië    | Letland              | Bulgarije  |            |  |         |         |
| Polen       | Moldavië   | Luxemburg            | Hongarije  |            |  |         |         |
| Spanje      | Slovenië   | Malta                | Litouwen   |            |  |         |         |
| Zwitserland | Zweden     | Servië en Montenegro | Oostenrijk |            |  |         |         |

De vier winnaars van de eerste ronde, Hongarije en de vijftien landen van de Divisies 2A, 2B en 3A worden via loting verdeeld over vier groepen van vijf. Ze spelen per groep een halve competitie. De twee beste landen plaatsen zich voor de derde ronde. De nummers 3 spelen in de play-offs voor een plaats in de derde ronde.

### Derde ronde
Praktisch gezien kan dit beschouwd worden als de European Nations Cup Tweede Divisie 2004/06
Landen
| Groepswinnaars |                      | Nummer twee |  | Play-offs winnaars |
| België         | Kroatië              | Andorra     |  |                    |
| Duitsland      | Moldavië             | Malta       |  |                    |
| Polen          | Nederland            |             |  |                    |
| Spanje         | Servië en Montenegro |             |  |                    |

De acht nummers één en twee en de twee play-offs winnaars van de tweede ronde worden verloot over twee groepen van vijf. Ze spelen elk een halve competitie waarna de twee groepswinnaars zich plaatsen voor de play-offs waarin de winnaar zich plaats voor de vierde ronde.

### Vierde ronde
Landen
| Divisie 1 |        | Ronde 3 |
| Oekraïne  | Spanje |         |
| Rusland   |        |         |
| Tsjechië  |        |         |

De nummers vier, vijf en zes van de Eerste Divisie en de winnaar van de derde ronde spelen in een play-offs voor twee plaatsen in de volgende ronde.

### Vijfde ronde
Landen
| Zeslandentoernooi |          | Divisie 1 |  | Ronde 4 |
| Italië            | Georgië  | Rusland   |  |         |
|                   | Portugal | Spanje    |  |         |
|                   | Roemenië |           |  |         |

De nummers één, twee en drie van de Eerste Divisie, Italië van het Zeslandentoernooi en de winnaars van de vierde ronde worden verloot over twee groepen van drie landen. Elke groep speelt een halve competitie. De winnaars plaatsen zich voor het WK, de nummers twee gaan door naar de zesde ronde.

### Zesde ronde
Landen
| Ronde 5 Groep A |         | Ronde 5 Groep B |
| Portugal        | Georgië |                 |

De twee teams spelen in een tweedelig play-off voor de laatste plaats op het WK. De verliezer speelt de herkansings play-offs tegen een land van een ander continent.

## Ronde 1

### Thuis wedstrijden
| 4 september 2004 | Andorra | 76 - 3 | Noorwegen | Andorra la Vella |
| 4 september 2004 |         |        |           | Andorra la Vella |

| 18 september 2004 | Finland | 3 - 42 | Bulgarije | Helsinki |
| 18 september 2004 |         |        |           | Helsinki |

| 25 september 2004 | Bosnië en Herzegovina | 10 - 29 | Oostenrijk | Zenica |
| 25 september 2004 |                       |         |            | Zenica |

| 16 oktober 2004 | Israël | 0 - 53 | Litouwen | Raanana |
| 16 oktober 2004 |        |        |          | Raanana |

### Uit wedstrijden
| 18 september 2004 | Noorwegen | 9 - 23 (agg. 12 - 99) | Andorra | Bergen |
| 18 september 2004 |           |                       |         | Bergen |

Andorra plaatst zich voor de tweede ronde
| 16 oktober 2004 | Oostenrijk | 12 - 7 (agg. 41 - 17) | Bosnië en Herzegovina | Wenen |
| 16 oktober 2004 |            |                       |                       | Wenen |

Oostenrijk plaatst zich voor de tweede ronde. Bosnië en Herzegovina degraadeert van Divise 3B naar Divisie 3C
| 23 oktober 2004 | Litouwen | 60 - 7 (agg. 113 - 7) | Israël | Vilnius |
| 23 oktober 2004 |          |                       |        | Vilnius |

Litouwen plaatst zich voor de tweede ronde.
| 30 oktober 2004 | Bulgarije | 50 - 3 (agg. 92 - 6) | Finland | Sofia |
| 30 oktober 2004 |           |                      |         | Sofia |

Bulgarije plaatst zich voor de tweede ronde. Finland degraadeert van Divise 3C naar Divisie 3D

## Ronde 2

### Groep A

#### Stand

##### Eindstand
| #  | Team      | GW | Win | Gel | Ver | Pnt | Voor | Tegen | Saldo |
| -- | --------- | -- | --- | --- | --- | --- | ---- | ----- | ----- |
| 1. | Spanje    | 4  | 3   | 1   | 0   | 11  | 201  | 55    | 146   |
| 2. | Kroatië   | 4  | 3   | 1   | 0   | 11  | 115  | 54    | 61    |
| 3. | Andorra   | 4  | 2   | 0   | 2   | 8   | 88   | 75    | 13    |
| 4. | Slovenië* | 4  | 1   | 0   | 3   | 6   | 58   | 141   | -83   |
| 5. | Hongarije | 4  | 0   | 0   | 4   | 4   | 40   | 177   | -137  |

- * Slovenië degradeert van Divisie 2B naar Divisie 3B

##### Legenda
| Kleur | Kwalificatie voor                |
| ----- | -------------------------------- |
|       | Ronde 3                          |
|       | Play-offs voor plaats in ronde 3 |

#### Wedstrijden
| 23 oktober 2004 | Hongarije | 16 - 29 | Andorra | Stardom |
| 23 oktober 2004 |           |         |         | Stardom |

| 23 oktober 2004 | Kroatië | 27 - 6 | Slovenië | Split |
| 23 oktober 2004 |         |        |          | Split |

| 6 november 2004 | Slovenië | 41 - 0 | Hongarije | Ljubljana |
| 6 november 2004 |          |        |           | Ljubljana |

| 21 november 2004 | Kroatië | 18 - 7 | Andorra | Sisak |
| 21 november 2004 |         |        |         | Sisak |

| 21 november 2004 | Spanje | 63 - 9 | Hongarije | Madrid |
| 21 november 2004 |        |        |           | Madrid |

| 13 februari 2004 | Andorra | 14 - 36 | Spanje | Andorra la Vella |
| 13 februari 2004 |         |         |        | Andorra la Vella |

| 27 maart 2005 | Slovenië | 6 - 76 | Spanje | Ljubljana |
| 27 maart 2005 |          |        |        | Ljubljana |

| 10 april 2005 | Spanje | 26 - 26 | Kroatië | Sevilla |
| 10 april 2005 |        |         |         | Sevilla |

| 23 april 2005 | Hongarije | 15 - 44 | Kroatië | Boedapest |
| 23 april 2005 |           |         |         | Boedapest |

| 30 april 2005 | Andorra | 38 - 5 | Slovenië | Andorra la Vella |
| 30 april 2005 |         |        |          | Andorra la Vella |

### Groep B

#### Stand

##### Eindstand
| #  | Team        | GW | Win | Gel | Ver | Pnt | Voor | Tegen | Saldo |
| -- | ----------- | -- | --- | --- | --- | --- | ---- | ----- | ----- |
| 1. | Duitsland   | 4  | 4   | 0   | 0   | 12  | 248  | 27    | 221   |
| 2. | Moldavië    | 4  | 2   | 0   | 2   | 8   | 100  | 63    | 37    |
| 3. | Denemarken  | 4  | 2   | 0   | 2   | 8   | 33   | 84    | -51   |
| 4. | Oostenrijk* | 4  | 2   | 0   | 2   | 8   | 42   | 101   | -59   |
| 5. | Luxemburg** | 4  | 0   | 0   | 4   | 4   | 20   | 168   | -148  |

- * Oostenrijk promoveert van Divisie 3B naar Divisie 3A
- ** Luxemburg degradeert van Divisie 3A naar Divisie 3C

##### Legenda
| Kleur | Kwalificatie voor                |
| ----- | -------------------------------- |
|       | Ronde 3                          |
|       | Play-offs voor plaats in ronde 3 |

#### Wedstrijden
| 30 oktober 2004 | Denemarken | 11 - 20 | Moldavië | Odense |
| 30 oktober 2004 |            |         |          | Odense |

| 13 november 2004 | Moldavië | 18 - 27 | Duitsland | Chisinau |
| 13 november 2004 |          |         |           | Chisinau |

| 13 november 2004 | Luxemburg | 5 - 6 | Denemarken | Cessange |
| 13 november 2004 |           |       |            | Cessange |

| 27 november 2004 | Duitsland | 96 - 0 | Luxemburg | Heidelberg |
| 27 november 2004 |           |        |           | Heidelberg |

| 2 april 2005 | Duitsland | 56 - 0 | Denemarken | Heidelberg |
| 2 april 2005 |           |        |            | Heidelberg |

| 9 april 2005 | Denemarken | 16 - 3 | Oostenrijk | Fredericia |
| 9 april 2005 |            |        |            | Fredericia |

| 16 april 2005 | Moldavië | 55 - 6 | Luxemburg | Chisinau |
| 16 april 2005 |          |        |           | Chisinau |

| 23 april 2005 | Oostenrijk | 9 - 69 | Duitsland | Wenen |
| 23 april 2005 |            |        |           | Wenen |

| 30 april 2005 | Oostenrijk | 19 - 7 | Moldavië | Wenen |
| 30 april 2005 |            |        |          | Wenen |

| 7 mei 2005 | Luxemburg | 9 - 11 | Oostenrijk | Cessange |
| 7 mei 2005 |           |        |            | Cessange |

### Groep C

#### Stand

##### Eindstand
| #  | Team      | GW | Win | Gel | Ver | Pnt | Voor | Tegen | Saldo |
| -- | --------- | -- | --- | --- | --- | --- | ---- | ----- | ----- |
| 1. | België    | 4  | 4   | 0   | 0   | 12  | 95   | 46    | 49    |
| 2. | Nederland | 4  | 3   | 0   | 1   | 10  | 133  | 53    | 80    |
| 3. | Zweden    | 4  | 2   | 0   | 2   | 8   | 76   | 98    | -22   |
| 4. | Letland   | 4  | 1   | 0   | 3   | 6   | 63   | 103   | -40   |
| 5. | Litouwen  | 4  | 0   | 0   | 4   | 4   | 56   | 123   | -67   |

##### Legenda
| Kleur | Kwalificatie voor                |
| ----- | -------------------------------- |
|       | Ronde 3                          |
|       | Play-offs voor plaats in ronde 3 |

#### Wedstrijden
| 23 oktober 2004 | Letland | 18 - 20 | Zweden | Valmiera |
| 23 oktober 2004 |         |         |        | Valmiera |

| 30 oktober 2004 | België | 23 - 16 | Letland | Boitsfort |
| 30 oktober 2004 |        |         |         | Boitsfort |

| 31 oktober 2004 | Zweden | 32 - 20 | Litouwen | Helsingborg |
| 31 oktober 2004 |        |         |          | Helsingborg |

| 9 april 2005 | Litouwen | 13 - 21 | België | Jurbarkas |
| 9 april 2005 |          |         |        | Jurbarkas |

| 16 april 2005 | België | 15 - 10 | Nederland | Wezet |
| 16 april 2005 |        |         |           | Wezet |

| 23 april 2005 | Nederland | 24 - 17 | Zweden | Amsterdam |
| 23 april 2005 |           |         |        | Amsterdam |

| 30 april 2005 | Zweden | 7 - 36 | België | Stockholm |
| 30 april 2005 |        |        |        | Stockholm |

| 30 april 2005 | Letland | 19 - 12 | Litouwen | Riga |
| 30 april 2005 |         |         |          | Riga |

| 7 mei 2005 | Nederland | 48 - 10 | Letland | Amsterdam |
| 7 mei 2005 |           |         |         | Amsterdam |

| 14 mei 2005 | Litouwen | 11 - 51 | Nederland | Klaipėda |
| 14 mei 2005 |          |         |           | Klaipėda |

### Groep D

#### Stand

##### Eindstand
| #  | Team                 | GW | Win | Gel | Ver | Pnt | Voor | Tegen | Saldo |
| -- | -------------------- | -- | --- | --- | --- | --- | ---- | ----- | ----- |
| 1. | Polen                | 4  | 4   | 0   | 0   | 12  | 125  | 49    | 76    |
| 2. | Servië en Montenegro | 4  | 2   | 1   | 1   | 9   | 79   | 52    | 27    |
| 3. | Malta                | 4  | 2   | 0   | 2   | 8   | 66   | 85    | -19   |
| 4. | Zwitserland*         | 4  | 1   | 1   | 2   | 7   | 77   | 51    | 26    |
| 5. | Bulgarije            | 4  | 0   | 0   | 4   | 4   | 38   | 148   | -110  |

- * Zwitserland degradeert van Divisie 2B naar Divisie 3A

##### Legenda
| Kleur | Kwalificatie voor                |
| ----- | -------------------------------- |
|       | Ronde 3                          |
|       | Play-offs voor plaats in ronde 3 |

#### Wedstrijden
| 2 oktober 2004 | Polen | 20 - 15 | Zwitserland | Gdynia |
| 2 oktober 2004 |       |         |             | Gdynia |

| 16 oktober 2004 | Zwitserland | 8 - 17 | Malta | Avusy |
| 16 oktober 2004 |             |        |       | Avusy |

| 6 november 2004 | Malta | 13 - 38 | Polen | Marsa |
| 6 november 2004 |       |         |       | Marsa |

| 13 november 2004 | Servië en Montenegro | 33 - 10 | Bulgarije | Belgrado |
| 13 november 2004 |                      |         |           | Belgrado |

| 12 maart 2005 | Zwitserland | 43 - 3 | Bulgarije | Genève |
| 12 maart 2005 |             |        |           | Genève |

| 19 maart 2005 | Servië en Montenegro | 11 - 11 | Zwitserland | Belgrado |
| 19 maart 2005 |                      |         |             | Belgrado |

| 9 april 2005 | Malta | 13 - 24 | Servië en Montenegro | Marsa |
| 9 april 2005 |       |         |                      | Marsa |

| 16 april 2005 | Bulgarije | 15 - 23 | Malta | Sofia |
| 16 april 2005 |           |         |       | Sofia |

| 23 april 2005 | Bulgarije | 10 - 49 | Polen | Sofia |
| 23 april 2005 |           |         |       | Sofia |

| 7 mei 2005 | Polen | 18 - 11 | Servië en Montenegro | Łódź |
| 7 mei 2005 |       |         |                      | Łódź |

### Play-offs

#### Thuis wedstrijden
| 21 mei 2005 | Denemarken | 12 - 3 | Malta | Copenhagen |
| 21 mei 2005 |            |        |       | Copenhagen |

| 28 mei 2005 | Andorra | 30 - 20 | Zweden | Foix (France) |
| 28 mei 2005 |         |         |        | Foix (France) |

#### Uit wedstrijden
| 29 mei 2005 | Malta | 28 - 18 (agg. 31 - 30) | Denemarken | Marsa |
| 29 mei 2005 |       |                        |            | Marsa |

Malta plaatst zich voor de derde ronde. Denemarken degradeert van Divisie 2B naar Divisie 3A
| 4 juni 2005 | Zweden | 14 - 10 (agg. 34 - 40) | Andorra | Vänersborg |
| 4 juni 2005 |        |                        |         | Vänersborg |

Andorra plaatst zich voor de derde ronde. Zweden degradeert van Divisie 2A naar Divisie 3A

## Ronde 3
Praktisch gezien kan dit beschouwd worden als de European Nations Cup Tweede Divisie 2004/06

### Groep A

#### Stand

##### Eindstand
| #  | Team       | GW | Win | Gel | Ver | Pnt | Voor | Tegen | Saldo |
| -- | ---------- | -- | --- | --- | --- | --- | ---- | ----- | ----- |
| 1. | Spanje     | 4  | 4   | 0   | 0   | 12  | 163  | 32    | 131   |
| 2. | Moldavië*  | 4  | 3   | 0   | 1   | 10  | 87   | 96    | -9    |
| 3. | Nederland  | 4  | 2   | 0   | 2   | 8   | 113  | 74    | 39    |
| 4. | Polen**    | 4  | 1   | 0   | 3   | 6   | 63   | 131   | -68   |
| 5. | Andorra*** | 4  | 0   | 0   | 4   | 4   | 30   | 123   | -93   |

- * Moldavië promoveert van Divisie 3A naar Divisie 2A
- ** Polen degradeert van Divisie 2A naar Divisie 2B
- *** Andorra promoveert van Divisie 3C naar Divisie 2B

##### Legenda
| Kleur | Kwalificatie voor      |
| ----- | ---------------------- |
|       | Play-offs voor Ronde 4 |

#### Wedstrijden
| 29 oktober 2005 | Polen | 18 - 14 | Andorra | Sopot |
| 29 oktober 2005 |       |         |         | Sopot |

| 12 november 2005 | Spanje | 68 - 12 | Polen | Madrid |
| 12 november 2005 |        |         |       | Madrid |

| 12 november 2005 | Moldavië | 30 - 27 | Nederland | Chisinau |
| 12 november 2005 |          |         |           | Chisinau |

| 19 november 2005 | Moldavië | 7 - 40 | Spanje | Chisinau |
| 19 november 2005 |          |        |        | Chisinau |

| 26 november 2005 | Nederland | 51 - 0 | Andorra | Amsterdam |
| 26 november 2005 |           |        |         | Amsterdam |

| 11 maart 2006 | Andorra | 0 - 31 | Spanje | Andorra la Vella |
| 11 maart 2006 |         |        |        | Andorra la Vella |

| 8 april 2006 | Polen | 13 - 27 | Moldavië | Sochaczew |
| 8 april 2006 |       |         |          | Sochaczew |

| 22 april 2006 | Nederland | 22 - 20 | Polen | Amsterdam |
| 22 april 2006 |           |         |       | Amsterdam |

| 29 april 2006 | Spanje | 24 - 13 | Nederland | Madrid |
| 29 april 2006 |        |         |           | Madrid |

| 6 mei 2006 | Andorra | 16 - 23 | Moldavië | Andorra la Vella |
| 6 mei 2006 |         |         |          | Andorra la Vella |

### Groep B

#### Stand

##### Eindstand
| #  | Team                 | GW | Win | Gel | Ver | Pnt | Voor | Tegen | Saldo |
| -- | -------------------- | -- | --- | --- | --- | --- | ---- | ----- | ----- |
| 1. | Duitsland            | 4  | 4   | 0   | 0   | 12  | 209  | 30    | 179   |
| 2. | België*              | 4  | 3   | 0   | 1   | 10  | 101  | 68    | 33    |
| 3. | Malta**              | 4  | 2   | 0   | 2   | 8   | 42   | 85    | -43   |
| 4. | Kroatië              | 4  | 1   | 0   | 3   | 6   | 76   | 86    | -10   |
| 5. | Servië en Montenegro | 4  | 0   | 0   | 4   | 4   | 27   | 186   | -159  |

- * België promoveert van Divisie 2B naar Divisie 2A
- ** Malta promoveert van Divisie 3A naar Divisie 2B

##### Legenda
| Kleur | Kwalificatie voor      |
| ----- | ---------------------- |
|       | Play-offs voor Ronde 4 |

#### Wedstrijden
| 8 oktober 2005 | Kroatië | 26 - 9 | Servië en Montenegro | Split |
| 8 oktober 2005 |         |        |                      | Split |

| 29 oktober 2005 | België | 26 - 20 | Kroatië | Brussel |
| 29 oktober 2005 |        |         |         | Brussel |

| 29 oktober 2005 | Malta | 0 - 43 | Duitsland | Marsa |
| 29 oktober 2005 |       |        |           | Marsa |

| 5 november 2005 | Servië en Montenegro | 3 - 16 | Malta | Pancevo |
| 5 november 2005 |                      |        |       | Pancevo |

| 11 november 2005 | Duitsland | 108 - 0 | Servië en Montenegro | Heidelberg |
| 11 november 2005 |           |         |                      | Heidelberg |

| 8 april 2006 | Servië en Montenegro | 15 - 36 | België | Belgrado |
| 8 april 2006 |                      |         |        | Belgrado |

| 15 april 2006 | Malta | 26 - 15 | Kroatië | MMarsa |
| 15 april 2006 |       |         |         | MMarsa |

| 22 april 2006 | Kroatië | 15 - 25 | Duitsland | Zagreb |
| 22 april 2006 |         |         |           | Zagreb |

| 22 april 2006 | België | 24 - 0 | Malta | Brussel |
| 22 april 2006 |        |        |       | Brussel |

| 29 april 2006 | Duitsland | 33 - 15 | België | Hannover |
| 29 april 2006 |           |         |        | Hannover |

### Play-offs
| 14 mei 2006 | Duitsland | 18 - 6 | Spanje | Heidelberg |
| 14 mei 2006 |           |        |        | Heidelberg |

| 28 mei 2006 | Spanje | 36 - 10 (agg. 42 - 28) | Duitsland | Madrid |
| 28 mei 2006 |        |                        |           | Madrid |

Spanje geplaatst voor ronde 4. Spanje kampioen Tweede Divisie 2004/06 en promoveert naar Divisie 1

## European Nations Cup Eerste Divisie 2004/06

### Kwalificatie voor plaatsing
De European Nations Cup Eerste Divisie 2004/06 is het vijfde seizoen van de Eerste Divisie van de Europe Nations Cup, het hoogste niveau in de ENC.
De Eerste Divisie bestaat uit zes landen die een volledige competitie spelen verspreid over twee jaar. De nummer 1 mag zich kronen tot Europees kampioen. Het laatst geplaatste land degradeert uit de hoogste divisie en degradeert naar Divisie 2A.

## Puntensysteem
Teams kunnen als volgt punten verdienen:
- 3 punten voor een overwinning
- 2 punten voor een gelijkspel
- 1 punt voor een verloren wedstrijd
- 0 punten voor terugtrekking van een wedstrijd

## Stand

#### Eindstand
| #  | Team     | GW | Win | Gel | Ver | Pnt | Voor | Tegen | Saldo |
| -- | -------- | -- | --- | --- | --- | --- | ---- | ----- | ----- |
| 1. | Roemenië | 10 | 8   | 0   | 2   | 26  | 389  | 94    | 295   |
| 2. | Georgië  | 10 | 8   | 0   | 2   | 26  | 353  | 125   | 228   |
| 3. | Portugal | 10 | 6   | 1   | 3   | 23  | 193  | 183   | 10    |
| 4. | Rusland  | 10 | 4   | 1   | 5   | 19  | 290  | 202   | 88    |
| 5. | Tsjechië | 10 | 3   | 0   | 7   | 16  | 164  | 306   | -142  |
| 6. | Oekraïne | 10 | 0   | 0   | 10  | 10  | 77   | 556   | -479  |

#### Legenda
| Kleur | Kwalificatie voor                                                         |
| ----- | ------------------------------------------------------------------------- |
|       | Europees kampioen 2004/06 & ronde 5 van de Europese kwalificatie voor WK  |
|       | Ronde 5 van de Europese kwalificatie voor WK                              |
|       | Ronde 4 van de Europese kwalificatie voor WK                              |
|       | Degradatie naar Divisie 2A & ronde 4 van de Europese kwalificatie voor WK |

## Wedstrijden
| 20 november 2004 | Rusland | 15–27 | Georgië | Krasnodar |
| 20 november 2004 |         |       |         | Krasnodar |

| 20 november 2004 | Oekraïne | 16–36 | Portugal | Odessa |
| 20 november 2004 |          |       |          | Odessa |

| 27 november 2004 | Tsjechië | 13–38 | Roemenië | Praag |
| 27 november 2004 |          |       |          | Praag |

| 5 februari 2005 | Portugal | 18–14 | Georgië | Lissabon |
| 5 februari 2005 |          |       |         | Lissabon |

| 26 februari 2005 | Roemenië | 33–10 | Rusland | Timișoara |
| 26 februari 2005 |          |       |         | Timișoara |

| 26 februari 2005 | Portugal | 19–13 | Tsjechië | Lissabon |
| 26 februari 2005 |          |       |          | Lissabon |

| 26 februari 2005 | Georgië | 65–0 | Oekraïne | Tbilisi |
| 26 februari 2005 |         |      |          | Tbilisi |

| 12 maart 2005 | Tsjechië | 42–15 | Oekraïne | Praag |
| 12 maart 2005 |          |       |          | Praag |

| 12 maart 2005 | Georgië | 20–13 | Roemenië | Tbilisi |
| 12 maart 2005 |         |       |          | Tbilisi |

| 19 maart 2005 | Tsjechië | 11–7 | Rusland | Praag |
| 19 maart 2005 |          |      |         | Praag |

| 19 maart 2005 | Roemenië | 97–0 | Oekraïne | Boekarest |
| 19 maart 2005 |          |      |          | Boekarest |

| 4 juni 2005 | Rusland | 16–18 | Portugal | Krasnojarsk |
| 4 juni 2005 |         |       |          | Krasnojarsk |

| 11 juni 2005 | Rusland | 72–0 | Oekraïne | Moskou |
| 11 juni 2005 |         |      |          | Moskou |

| 11 juni 2005 | Roemenië | 14–10 | Portugal | Boekarest |
| 11 juni 2005 |          |       |          | Boekarest |

| 12 juni 2005 | Georgië | 75–10 | Tsjechië | Koetaisi |
| 12 juni 2005 |         |       |          | Koetaisi |

| 5 november 2005 | Oekraïne | 8–47 | Tsjechië | Odessa |
| 5 november 2005 |          |      |          | Odessa |

| 12 november 2005 | Rusland | 52–12 | Tsjechië | Krasnodar |
| 12 november 2005 |         |       |          | Krasnodar |

| 4 februari 2006 | Georgië | 46–19 | Rusland | Tbilisi |
| 4 februari 2006 |         |       |         | Tbilisi |

| 25 februari 2006 | Roemenië | 35–10 | Georgië | Boekarest |
| 25 februari 2006 |          |       |         | Boekarest |

| 25 februari 2006 | Portugal | 19–19 | Rusland | Lissabon |
| 25 februari 2006 |          |       |         | Lissabon |

| 11 maart 2006 | Roemenië | 50–3 | Tsjechië | La Teste-de-Buch |
| 11 maart 2006 |          |      |          | La Teste-de-Buch |

| 11 maart 2006 | Georgië | 40–0 | Portugal | Tbilisi |
| 11 maart 2006 |         |      |          | Tbilisi |

| 18 maart 2006 | Portugal | 3–27 | Roemenië | Lissabon |
| 18 maart 2006 |          |      |          | Lissabon |

| 29 april 2006 | Oekraïne | 12–32 | Georgië | Odessa |
| 29 april 2006 |          |       |         | Odessa |

| 13 mei 2006 | Portugal | 52–14 | Oekraïne | Lissabon |
| 13 mei 2006 |          |       |          | Lissabon |

| 20 mei 2006 | Tsjechië | 10–18 | Portugal | Praag |
| 20 mei 2006 |          |       |          | Praag |

| 27 mei 2006 | Oekraïne | 12–55 | Rusland | Charkov |
| 27 mei 2006 |          |       |         | Charkov |

| 3 juni 2006 | Oekraïne | 0–58 | Roemenië | Kiev |
| 3 juni 2006 |          |      |          | Kiev |

| 10 juni 2006 | Tsjechië | 3–24 | Georgië | Praag |
| 10 juni 2006 |          |      |         | Praag |

| 10 juni 2006 | Rusland | 25–24 | Roemenië | Krasnojarsk |
| 10 juni 2006 |         |       |          | Krasnojarsk |

## Ronde 4

### Thuid wedstrijden
| 16 september 2006 | Tsjechië | 12 - 33 | Spanje | Říčany |
| 16 september 2006 |          |         |        | Říčany |

| 23 september 2006 | Oekraïne | 11 - 25 | Rusland | Odessa |
| 23 september 2006 |          |         |         | Odessa |

### Uit wedstrijden
| 30 september 2006 | Spanje | 46 - 17 (agg. 79 - 29) | Tsjechië | Madrid |
| 30 september 2006 |        |                        |          | Madrid |

Spanje plaatst zich voor ronde 5
| 30 september 2006 | Rusland | 37 - 17 (agg. 62 - 28) | Oekraïne | Moskou |
| 30 september 2006 |         |                        |          | Moskou |

Rusland plaatst zich voor ronde 5

## Ronde 5

### Groep A

#### Stand

##### Eindstand
| #  | Team     | GW | Win | Gel | Ver | Pnt | Voor | Tegen | Saldo |
| -- | -------- | -- | --- | --- | --- | --- | ---- | ----- | ----- |
| 1. | Italië   | 2  | 2   | 0   | 0   | 6   | 150  | 7     | 143   |
| 2. | Portugal | 2  | 1   | 0   | 1   | 4   | 26   | 106   | -80   |
| 3. | Rusland  | 2  | 0   | 0   | 2   | 2   | 30   | 93    | -63   |

##### Legenda
| Kleur | Kwalificatie voor              |
| ----- | ------------------------------ |
|       | Wereldkampioenschap rugby 2007 |
|       | Ronde 6                        |

#### Wedstrijden
| 7 oktober 2006 | Italië | 83 - 0 | Portugal | L'Aquila |
| 7 oktober 2006 |        |        |          | L'Aquila |

| 14 oktober 2006 | Rusland | 7 - 67 | Italië | Moskou |
| 14 oktober 2006 |         |        |        | Moskou |

| 28 oktober 2006 | Portugal | 26 - 23 | Rusland | Lissabon |
| 28 oktober 2006 |          |         |         | Lissabon |

### Groep B

#### Stand

##### Eindstand
| #  | Team     | GW | Win | Gel | Ver | Pnt | Voor | Tegen | Saldo |
| -- | -------- | -- | --- | --- | --- | --- | ---- | ----- | ----- |
| 1. | Roemenië | 2  | 2   | 0   | 0   | 6   | 63   | 28    | 35    |
| 2. | Georgië  | 2  | 1   | 0   | 1   | 4   | 45   | 43    | 2     |
| 3. | Spanje   | 2  | 0   | 0   | 2   | 2   | 43   | 80    | -37   |

##### Legenda
| Kleur | Kwalificatie voor              |
| ----- | ------------------------------ |
|       | Wereldkampioenschap rugby 2007 |
|       | Ronde 6                        |

#### Wedstrijden
| 7 oktober 2006 | Roemenië | 20 - 8 | Georgië | Boekarest |
| 7 oktober 2006 |          |        |         | Boekarest |

| 14 oktober 2006 | Spanje | 20 - 43 | Roemenië | Madrid |
| 14 oktober 2006 |        |         |          | Madrid |

| 28 oktober 2006 | Georgië | 37 - 23 | Spanje | Tbilisi |
| 28 oktober 2006 |         |         |        | Tbilisi |

## Ronde 6
| 11 november 2006 | Georgië | 17 - 3 | Portugal | Tbilisi |
| 11 november 2006 |         |        |          | Tbilisi |

| 25 november 2006 | Portugal | 11 - 11 (agg. 14 - 28) | Georgië | Lissabon |
| 25 november 2006 |          |                        |         | Lissabon |

Georgië plaatst zich voor het Wereldkampioenschap rugby 2007. Portugal plaatst zich voor de herkansing play-offs tegen Marokko.

## Rangschikking
De indelingen voor de Tweede Divisie 2006/08 en de indeling voor de Derde Divisie 2005/06 worden bepaald door de volgorde van uitschakeling en de rangschikking. Zodoende kunnen landen meerdere niveaus stijgen en dalen in één seizoen.
| #                  | Land                  | Divisie 2004/06   | Divisie 2006/08   |
| Geplaatst          | Geplaatst             | Geplaatst         | Geplaatst         |
| ------------------ | --------------------- | ----------------- | ----------------- |
| 1                  | Italië                | Zeslandentoernooi | Zeslandentoernooi |
| 2                  | Roemenië              | Divisie 1         | Divisie 1         |
| 3                  | Georgië               | Divisie 1         | Divisie 1         |
| Ronde 6            |                       |                   |                   |
| 4                  | Portugal              | Divisie 1         | Divisie 1         |
| Ronde 5            |                       |                   |                   |
| 5                  | Spanje                | Divisie 2A        | Divisie 1         |
| 5                  | Rusland               | Divisie 1         | Divisie 1         |
| Ronde 4            |                       |                   |                   |
| 7                  | Tsjechië              | Divisie 1         | Divisie 1         |
| 7                  | Oekraïne              | Divisie 1         | Divisie 2A        |
| Play-offs ronde 3  |                       |                   |                   |
| 9                  | Duitsland             | Divisie 2A        | Divisie 2A        |
| Groepsfase ronde 3 |                       |                   |                   |
| 10                 | België                | Divisie 3A        | Divisie 2A        |
| 11                 | Moldavië              | Divisie 2B        | Divisie 2A        |
| 12                 | Nederland             | Divisie 2A        | Divisie 2A        |
| 13                 | Malta                 | Divisie 3A        | Divisie 2B        |
| 14                 | Kroatië               | Divisie 2B        | Divisie 2B        |
| 15                 | Polen                 | Divisie 2A        | Divisie 2B        |
| 16                 | Andorra               | Divisie 3C        | Divisie 2B        |
| 17                 | Servië en Montenegro  | Divisie 3A        | Divisie 3A*       |
| #                  | Land                  | Divisie 2004/05   | Divisie 2005/06   |
| Play-offs ronde 2  |                       |                   |                   |
| 18                 | Denemarken            | Divisie 2B        | Divisie 3A        |
| 18                 | Zweden                | Divisie 2B        | Divisie 3A        |
| Groepsfase ronde 2 |                       |                   |                   |
| 20                 | Oostenrijk            | Divisie 3B        | Divisie 3A        |
| 21                 | Zwitserland           | Divisie 2A        | Divisie 3A        |
| 22                 | Letland               | Divisie 3A        | Divisie 3A        |
| 23                 | Slovenië              | Divisie 2B        | Divisie 3B        |
| 24                 | Litouwen              | Divisie 3B        | Divisie 3B        |
| 25                 | Bulgarije             | Divisie 3B        | Divisie 3B        |
| 26                 | Hongarije             | Divisie 3B        | 3B/3C play-offs   |
| 27                 | Luxemburg             | Divisie 3A        | 3B/3C play-offs   |
| Ronde 1            |                       |                   |                   |
| 28                 | Bosnië en Herzegovina | Divisie 3B        | 3B/3C play-offs   |
| 28                 | Israël                | Divisie 3C        | 3B/3C play-offs   |
| 28                 | Noorwegen             | Divisie 3C        | Divisie 3C        |
| 28                 | Finland               | Divisie 3C        | Divisie 3D        |
| Niet deelgenomen   |                       |                   |                   |
| NC                 | Armenië               | Divisie 3B        | 3B/3C play-offs   |
| NC                 | Azerbeidzjan          | geen              | 3B/3C play-offs   |
| NC                 | Griekenland           | geen              | Divisie 3D        |

- * Derde Divisie kampioen Letland van 2005/06 vervangt Servië en Montenegro in de Divisie 2B als de laagst geplaatste team voor Divisie 2B.